# Tipula (Savtshenkia) invenusta microinvenusta
Tipula (Savtshenkia) invenusta microinvenusta is een ondersoort van de tweevleugelige Tipula (Savtshenkia) invenusta uit de familie langpootmuggen (Tipulidae). De ondersoort komt voor in het Palearctisch gebied.